# 曹休
曹 休（そう きゅう）は、中国後漢末期から三国時代の魏の武将。字は文烈。曹操の族子。祖父は曹鼎（呉郡太守）。父の名は不明。子は曹肇・曹纂ら。孫は曹興（曹肇の子）。曾孫は曹攄（曹興の子）・曹識（曹纂の孫）。玄孫には曹毗（曹識の子）らがいる。一族に曹真。『三国志』魏志「諸夏侯曹伝」に伝がある。

## 経歴

### 若き日
戦乱で郷里を離れ、早くに父を失った。父の埋葬を済ませた後、老母と共にかつて祖父が太守をしていた呉郡に渡った。
曹操が挙兵したと聞き、変名を使い荊州経由で故郷に帰還して曹操の下に赴いた。曹操は側近たちに向かって「この子はわが家の千里の駒なり」と言い、曹休を褒めた。その後、曹丕同様に曹操から可愛がられ育てられた。常に曹操の征伐に従い、族兄弟の曹真と共に虎豹騎の指揮を執った。
218年の漢中攻防戦では、騎都尉として族父の曹洪の軍事に参加し、事実上の主将となり、劉備軍の計略を見破って呉蘭・雷銅らを大破し、張飛・馬超らを敗走させた（武都の戦い）。長安に帰還すると、中領軍に任じられた。

### 呉との戦い
曹丕が魏王を継ぐと、領軍将軍・東陽亭侯となった。呉に備えていた夏侯惇が死去すると、その後任として鎮南将軍・仮節・都督諸軍事に任命され、任地へ赴く際には曹丕自ら手を取って見送られるという厚遇を受けた。
夷陵の戦い直後、孫権は部将を派遣して歴陽に駐屯していたが、曹休はこれを破り、蕪湖にある数千の陣営を焼いたという。これを見た全琮が歴陽を固守して臨時に敵と戦い、魏軍を撃ち返し、敵味方とも犧牲者が多かった。曹休は使持節・行都督督軍・征東将軍・揚州刺史に任じられ、安陽郷侯となった。使持節・行都督督軍・鎮東将軍・徐州刺史の臧覇、使持節・行都督督軍・征南将軍の夏侯尚とともに対呉戦線を形成した。この頃に母が亡くなり、曹休は飲食も受け付けず憔悴し、曹丕から心配されたという。
魏は、呉に対して攻勢をかける事に決め、曹仁・曹休・曹真・夏侯尚と合わせ、三路より呉を攻めた（222年から223年にかけての三方面での戦い）。曹休は征東大将軍となり、仮節鉞を与えられ、張遼ら26軍余りの総指揮を執った。呉の呂範が徐盛・全琮らと共に洞口で曹休を迎え撃ったが、呂範の船団は暴風雨に襲われ多くの船が転覆・流されたりした。曹休・張遼・臧覇・賈逵・王凌らは一緒に呂範を攻撃し、数千人を溺死・戦死させた。また、臧覇に命じ徐陵を襲撃させ勝利し、再度臧覇に命じ呉軍を追撃し、呉軍の徐盛・全琮は臧覇を反撃して破り、魏軍の数千人は撃破され、尹魯を討ち取られ、臧覇が大敗した。唐代に作られた『建康実録』によると、呉軍はそのまま勝利に乗じて曹休・張遼などを撃ち破り、呂範らによって大敗したとされている。三国志や裴松之・注ではこの大勝に言及は無いものの、どちらにせよ曹休はしばらくして軍をまとめて撤退した。曹休は揚州牧に任命され、呉への備えを任された。
226年に曹丕が崩御すると、後を継いだ曹叡（明帝）から長平侯に封じられた。孫権の将校の審徳が皖城に駐屯していたが、曹休はこれを破り斬首した。韓綜・翟丹ら呉の将軍は、軍勢を引き連れて曹休に帰順してきた。この功で大司馬に昇進し、所領の加増を得た。
228年、司馬懿・賈逵とともに三方面から呉征伐（石亭の戦い）の任に当たったが、偽りの帰順をした呉の周魴の誘いを信じて、自ら10万の兵を率いて、呉領深くの皖城まで進軍させた。駆け付けたばかりの賈逵は周魴を疑い、曹休の敗北に備え進軍した。賈逵の予想した通り、周魴の罠に嵌った曹休の軍勢は陸遜軍の挟み撃ちに遭い大敗したが、当時配下であった王淩の奮戦と、賈逵が援軍に駆け付けた事により、曹休の命だけは助かった。曹休は命辛々敗走してきたが、曹叡に「賈逵の進軍が遅過ぎたからだ」と逆恨みしたと言う。やがて曹休は、敗戦のショックにより悪性の腫瘍を患い、それが原因で間もなく死去した。享年55歳。壮侯の諡号を贈られ、子の曹肇が後を継いだ。
正始4年（243年）秋7月、曹芳（斉王）は詔勅を下し、曹操の廟庭に功臣20人を祭った。その中には曹休も含まれている（「斉王紀」）。

## 陵墓
2010年5月17日、中華人民共和国河南省文物局は同省洛陽市孟仁県で曹休の墓が発見されたことを発表した。3世紀ごろに造営された東西50m、南北21m、深さ10mの陵墓の中から、被葬者と思しき約50歳と推定される男性と約40歳の女性の遺骨が発見されたうえ、副葬品の銅製印章の文字から曹休の墓と断定した。

## 三国志演義
小説『三国志演義』では、金禕らの反乱軍を、曹休が王必らの知らせを受け、鎮圧したことになっている。また曹丕の呉遠征にも従軍し、呂範に大敗したことにされている。最後は正史と同様、周魴の罠に嵌り陸遜軍に敗れるも、賈逵の加勢で洛陽に戻り、間もなく腫瘍を罹って病没している。

## 脚註
1. ↑  『三国志』魏志「曹休伝」注に引く『魏書』によると「ある時、休は太守の官舎で、壁にかかった呉郡太守であった祖父の肖像画を見かけ、亡き祖父に拝礼して涙を流した」とある。
2. ↑  『三国志』魏書国淵伝には「魏軍が賊軍を破った場合、それを報告する上奏文では、討ち取った首級・戦果を10倍に誇張して記載することが通例となっている」という旨の記述がある。
3. ↑  『三国志』魏書文帝紀の注に引く『魏書』によれば、「曹休は呂範らと戦い、四万人の首を斬り、一万艘の船を捕獲した」という勅令が出されている。この戦果は呉軍の参戦兵力・資源を超えた。因みに、『三国志』魏書国淵伝には「魏軍が賊軍を破った場合、それを報告する上奏文では、討ち取った首級・戦果を10倍に誇張して記載することが通例となっている」という旨の記述がある。
4. ↑  『三国志』「魏書」賈逵伝注引にある『魏略』より。
5. ↑  曹操の一族、曹休の墓を発見、副葬品で断定―中国・河南省サーチナ、2010年5月17日